# YinYueTai
YinYueTai (en chinois simplifié: 音悦Tai), est l'un des principaux sites de partage de clips vidéo en Chine.

## Résumé
Le site Web a commencé lorsque le fondateur n'a pas pu trouver facilement le clip vidéo qu'il cherchait, ou quand il l'a trouvé sur un site qui avait trop de publicités. Actuellement, YinYueTai n'a pas de publicité, et contrairement à YouTube où plusieurs copies du même clip vidéo sont répertoriées, YinYueTai ne conserve qu'une seule copie de chaque clip vidéo sur le site pour une recherche facile.

## Droits d'auteur
YinYueTai a des accords de droit d'auteur avec Sony Music, Universal Music, Warner Music, Rock Records, B'in Music, AVEX, SM Entertainment, JYP Entertainment et d'autres en Chine et à l'étranger, y compris MBC, KBS et d'autres réseaux de télévision à l'étranger.

## YinYueTai V-Chart
À partir de juillet 2011, le site a commencé à avoir un classement mensuel de clips vidéo dans cinq catégories différentes en fonction de la région de l'artiste (Chine continentale, Hong Kong et Taïwan, Europe et États-Unis, Corée et Japon), puis en novembre, le site a commencé à avoir un classement hebdomadaire.